# Carate Brianza
Carate Brianza (lombardul: Caraa) település Olaszországban, Lombardia régióban, Monza e Brianza megyében. Lakosainak száma 17 817 fő (2023. január 1.). Carate Brianza Albiate, Besana in Brianza, Briosco, Giussano, Seregno, Triuggio és Verano Brianza községekkel határos.

## Népesség
A település népességének változása:
| Lakosok száma | 17 844 | 17 860 | 17 952 | 17 817 |
|               | 2013   | 2017   | 2018   | 2023   |